# Akalamdug
Akalamdug (ok. 2600-2580 p.n.e.) – jeden z wczesnych sumeryjskich władców, król miasta Ur. Imię jego nie występuje w Sumeryjskiej liście królów, ale jako króla Ur wymienia go imskrypcja na pieczęci cylindrycznej odkrytej w grobie 1050 na Królewskim Cmentarzysku w Ur. W tejże samej inskrypcji wymieniona została również jego małżonka o imieniu Aszusikildingir.